# Heide (Susteren)
Heide (Limburgs: De Hei) is een wijk in het noordoosten van de Nederlands-Limburgse stad Susteren en telt (in 2017) circa 1040 inwoners.

## Geschiedenis
Heide ontstond na 1923, toen hier woningen voor spoorwegpersoneel verrezen, ten behoeve van het in 1917 geopende emplacement. Dit diende ervoor om de kolentreinen naar het noorden samen te stellen.

## Beschrijving
Heide is het enige gedeelte van Susteren dat ten oosten van de spoorlijn Sittard - Roermond ligt. De wijk staat met een tunnel onder het spoor in verbinding met de rest van de woonplaats. Van oorsprong is het een buurtschap en door sommigen wordt het nog als zodanig gezien, omdat het iets buiten de rest van Susteren ligt. De wijk bestaat uit twee lange straten en enkele korte zijstraten. De voornaamste straat is de Heidestraat, die een doorgaande functie heeft. De wijk is vrijwel geheel uit zichzelf ontstaan en slechts voor een klein deel uit nieuwbouwprojecten. Er staan overwegend vrijstaande woningen en boerderijen, maar ook enkele rijtjeshuizen. Ook zijn er enkele kleine bedrijven, maar wonen is de voornaamste functie van de wijk.

## Elementen en voorzieningen
De wijk kent nauwelijks voorzieningen, de dichtstbijzijnde scholen en winkels bevinden zich in andere delen van Susteren. Vroeger was er enkel een kleuterschool gelegen. In Heide is de plaatselijke voetbalvereniging Susterse Boys gehuisvest.
Heide heeft een witgeschilderde Mariakapel uit het jaar 1950, gelegen bij de kruising Heidestraat-Pissumerweg. De kapel is opgetrokken in baksteen en heeft een zadeldak en driezijdig gesloten koor. Verder bevindt zich aan de Rijdtstraat tussen twee woningen een Lourdesgrot.
Ten oosten van de wijk ligt het vakantiepark Landgoed Hommelheide, onderdeel van EuroParcs. Nabij dit park ligt ook de Golfbaan Echt-Susteren.
Kernen: Dieteren · Echt · Koningsbosch · Maria Hoop · Nieuwstadt · Pey · Roosteren · Sint Joost · Slek · Susteren

Buurten en buurtschappen: Aan het Echterbosch · Aan Reijans · Aasterberg · Baakhoven · Berkelaar · Christinawijk · Echterbosch · Frenkenshof · Gebroek · Gulickshof · Haeselaarbroek · Heide · Hingen · Hommelhof · Illikhoven · Kokkelert · Lange Bosschen · Liboscherveld · Mariaveld · Pepinusbrug · Pepiniushof · In de Mehre · Middelveld · Munsterveld · Oevereind · Ophoven · Oud-Roosteren · Putbroek · Schilberg · Sint Anna · Sint Antoniushoeve · Spaanshuisken · Visserweert · Vogelsang · Wolfskoul

Bedrijventerreinen: De Berk · Businesspark ML · Dieterderweg · De Loop · Wolfskoul

Limburg: Steden en dorpen      Nederland: Provincies · Gemeenten